# 阿克沃斯 (喬治亞州)
阿克沃斯（英語：Acworth）是一個位於美國喬治亞州科布縣的城市。

## 地理
阿克沃斯的座標為34°03′16″N 84°40′12″W / 34.05444°N 84.67000°W，而該地的平均海拔高度為258米（即846英尺）。

## 人口
根據2010年美國人口普查的數據，阿克沃斯的面積為22.70平方千米，當中陸地面積為21.40平方千米，而水域面積為1.30平方千米。當地共有人口20425人，而人口密度為每平方千米899人。